# Monocentrus isettae
Monocentrus isettae är en insektsart som beskrevs av Boulard 1971. Monocentrus isettae ingår i släktet Monocentrus och familjen hornstritar. Inga underarter finns listade i Catalogue of Life.